# Photedes grisescens
Photedes grisescens là một loài bướm đêm trong họ Noctuidae.